# Bernd Spier
Bernd Spier (Ludwigslust, 6 de abril de 1944 – 30 de diciembre de 2017) fue un cantante del estilo schlager y productor musical alemán. 

## Biografía
Spier era hijo de Robby Spier, que fue director de orquesta de la Hessischer Rundfunk de Frankfurt. Spier comenzó con su primera banda con dos amigos cuando tenía 15 años. Gracias a su padre, se convirtió en invitado habitual de un programa de radio de Frankfurt, lo que luego llevó a su descubrimiento por parte de la CBS. Su primer disco fue grabado en 1963.
Cantó música schlager hasta que los Beatles y otros grupos de rock 'n roll comenzaron a ganar popularidad. En 1966, se convirtió en el productor discográfico más joven de CBS Schallplatten y como su primer disco como productor, grabó a su hermano, Uwe.
Spier hizo un pequeño regreso en 1969 con pelo largo para la versión alemana de "Pretty Belinda", de Chris Andrews y "Knock Three Times" de Tony Orlando and Dawn, que fueron dos grandes éxitos. Con su carrera artístivca en declive, Spier se convirtió en inversor inmobiliario en Rödermark.